# Neochera unita
Neochera unita är en fjärilsart som beskrevs av Jean Baptiste Boisduval. Neochera unita ingår i släktet Neochera och familjen nattflyn. Inga underarter finns listade i Catalogue of Life.